# Still Got the Blues
Still Got the Blues é um álbum de estúdio do músico irlandês Gary Moore, sendo lançado em março de 1990. O material musical marcou uma mudança substancial no estilo de Moore, que era predominantemente conhecido pelo rock e hard rock com Skid Row, Thin Lizzy, G-Force, Greg Lake e durante sua extensa carreira solo, bem como seu trabalho jazz fusion com a banda britânica Colosseum II. Conforme indicado pelo título, Still Got the Blues o viu mergulhar em um estilo de blues elétrico.

## Lista de faixas
| N.º | Título                          | Duração |  |
| 1.  | "Moving On"                     | 2:38    |  |
| 2.  | "Oh, Pretty Woman"              | 4:24    |  |
| 3.  | "Walking by Myself"             | 2:55    |  |
| 4.  | "Still Got the Blues (For You)" | 6:08    |  |
| 5.  | "Texas Strut"                   | 4:50    |  |
| 6.  | "Too Tired"                     | 2:49    |  |
| 7.  | "King of the Blues"             | 4:34    |  |
| 8.  | "As the Years Go Passing By"    | 7:42    |  |
| 9.  | "Midnight Blues"                | 4:57    |  |
| 10. | "That Kind of Woman"            | 4:28    |  |
| 11. | "All Your Love"                 | 3:39    |  |
| 12. | "Stop Messin' Around"           | 3:52    |  |

## Paradas e posições
| País/Parada (1990–2017)                  | Melhor posição |
| ---------------------------------------- | -------------- |
| Austrália (ARIA)                         | 5              |
| Áustria (Ö3 Austria Top 40)              | 13             |
| Países Baixos (Dutch Charts)             | 1              |
| Finnish Albums (Suomen virallinen lista) | 1              |
| Alemanha (Offizielle Deutsche Charts)    | 4              |
| Hungria (MAHASZ)                         | 39             |
| Japanese Albums (Oricon)                 | 17             |
| Nova Zelândia (RMNZ)                     | 14             |
| Noruega (VG-lista)                       | 2              |
| Suécia (Sverigetopplistan)               | 1              |
| Suíça (Schweizer Hitparade)              | 3              |
| Reino Unido (UK Albums Chart)            | 13             |
| Estados Unidos (Billboard 200)           | 83             |
| US Top Current Album Sales (Billboard)   | 83             |

| País/Parada (1990)            | Posição fixada |
| ----------------------------- | -------------- |
| Austrália (ARIA)              | 32             |
| Áustria (Ö3 Austria)          | 24             |
| Países Baixos (Album Top 100) | 7              |
| Alemanha (Offizielle Top 100) | 12             |
| Japão (Oricon)                | 87             |
| Nova Zelândia (RMNZ)          | 31             |
| Suíça (Schweizer Hitparade)   | 7              |

## Créditos
- Gary Moore - vocais principais, guitarras base e solo
- Don Airey - teclados
- Stuart Brooks - trompete
- Albert Collins - guitarra
- Bob Daisley - baixo
- Raul d'Oliveira - trompete
- Brian Downey - bateria
- Martin Drover - trompete
- Andy Hamilton - saxofone
- George Harrison - guitarras, vocais
- Nicky Hopkins - teclados
- Albert King - guitarra
- Frank Mead - saxofone
- Nick Payn - saxofone
- Nick Pentelow - saxofone
- Andy Pyle - baixo
- Graham Walker - bateria
- Mick Weaver - piano
- Gavyn Wright - cordas